# 三及第
三及第（粵拼：saam1 kap6 dai2；國際音標：[saːm˥ kʰɐp̚˨ tɐi̯˧˥]）是一種夾雜文言文、官話白話文以及粤语白話文的一種書寫文體。三及第早在清朝時出現，例如招子庸作品粵謳及邵彬儒作品《俗話傾談》均以「三及第」形式創作。三及第文體流行在 1940至1960年代的香港報章。早期廣州報章亦有應用，作者可以隨意在一篇文章中使用這種文體來達到不同的效果，用文言令讀者覺得格外嚴肅，官白就較之為中性，粵白則對於以其為母語的讀者覺得親切。

## 例子
於宋詞，更見文言白話方言三合，可舉一詞為例──「向尊前酒底，見得些時，似憑地好，能得幾回細看。待不眨眼兒覷著伊，將眨眼底工夫看幾遍。」
此即是「三及第」的詞。此詞為贈妓之作，文中有白，白中有文，實在比南宋文人堆砌出來的詞更好，尤其是結煞兩句，即是「睇到唔眨眼」而已，他卻鋪排得十分自然流暢。若非兼文兼白，那得有此好句。
蓋宋詞本來入樂，唱詞即不宜太文，文則只能詠誦，不宜歌唱，崑曲受到淘汰，即因其太文。是故「三及第」文體則必能永久。─黃霑，《世界真細小》

## 名家[3]
- 黃言情
- 鄧羽公
- 任護花（周白蘋）
- 襯叔
- 忠義鄉人
- 林瀋
- 陳勁（陳魯勁、我是山人）
- 高雄（高德雄、經紀拉、三蘇）
- 陳霞子
- 林壽齡
- 江之南（王陵、高華）
- 黎彼得（填詞人）
- 黃霑

作家金庸創辦《明報》初期，也使用這樣的文體，博取市井認同，拓展銷路。

## 參看
- 文言文
- 白話文
- 粵語
- 官話
- 粵語字
- 粵語白話文
- 官話白話文
- 文白相雜
- 五四運動
- 皮欽語
- 中英夾雜